# (8272) Iitatemura
(8272) Iitatemura est un astéroïde de la ceinture principale.

## Description
(8272) Iitatemura est un astéroïde de la ceinture principale. Il fut découvert le 24 septembre 1989 à Kani par Yoshikane Mizuno et Toshimasa Furuta. Il présente une orbite caractérisée par un demi-grand axe de 2,39 UA, une excentricité de 0,15 et une inclinaison de 6,7° par rapport à l'écliptique.

## Compléments